# Legió VI Ferrata

Mapa de l'imperi romà l'any 125 dC, sota l'emperador Hadrià, que mostra la Legio VI Ferrata estacionada a Raphana (Abila, Jordània), a la província de Síria, des de ca. 106 dC fins ca. 138

La Legió VI Ferrata o Ferrata Fidelis va ser una legió romana formada per Gneu Pompeu Magne amb reclutes d'Hispània cap al 52 aC. El seu emblema era un bou, un llop i Ròmul i Rem.
Poc després de la seva creació passà a estar sota el comandament de Juli Cèsar en la seva guerra de les Gàl·lies. L'any 48 aC la legió participà en la batalla de Farsàlia al costat de Gneu Pompeu Magne. Després de la batalla part de la tropa (incloent-hi els aquiliferi) pogué escapar amb les restes de l'exèrcit pompeià, mentre que la resta de la legió (unes quatre cohorts) va ser capturada i s'uní als exèrcits de Juli Cèsar. Aquesta legió reduïda (ja que els veterans no van permetre que es completés la força amb nous reclutes) va acompanyar Cèsar a Alexandria i es va enfrontar a les forces de Ptolemeu XIII.
Posteriorment la legió va lluitar al costat de Cèsar quan es va enfrontar a Farnaces II del Pont a la batalla de Zela de l'any 47 aC, on es va guanyar el cognomen de Ferrata. Entre el 58 i el 60, durant el govern de Neró, va participar en les campanyes a Armènia contra l'imperi part comandada per Gneu Domici Corbuló i novament el 105 sota Trajà. L'any 152 es va desplaçar a l'Àfrica romana per sufocar als maures. Va ser dissolta a mitjan segle iii.